# Кикс
Кикс — бильярдный термин, обозначающий неудачный удар кием по битку (шару), при котором возникло скольжение наклейки кия мимо желаемой точки удара.
В основном причиной кикса считается ненамеленная наклейка кия или неправильная техника удара по шару (из-за неопытности игрока или неудобной позиции при ударе). Начинающие игроки часто совершают кикс при попытках выполнить удары накатом, с оттяжкой или с боковым вращением, то есть при ударах, когда нужно играть не в центр битка, а в край шара.

## Проблематика
Часто из-за одного кикса можно проиграть партию. Поэтому опытные бильярдисты меля́т наклейку кия после каждого удара. Так, в русском бильярде, если биток не коснулся ни одного шара (часто именно так и происходит при киксе), объявляется штраф и соперник снимает со стола себе шар на полку.